# Gertruda
Gertruda je žensko osebno ime.

## Izvor imena
Ime Gertruda smo na Slovenskem sprejeli od Nemcev. Ime ima v izvirniku dve različici: Gertraud in Gertraut. Ime Gertrude je dvočlensko in ga razlagajo kot zloženko iz starovisokonemških besed gêr v pomenu »kopje« in trût v pomenu »ljub, zvest«.

## Različice imena
Gera, Gerda, Gerta, Gertrud, Gertruda, Gertrud, Gertrud, Gertruda, Gertrude, Truda, Trude, Trudi, Trauda, Traudica, Trauta, Trauda, Travdi

## Pogostost imena
Po podatkih Statističnega urada Republike Slovenije je bilo na dan 24. februarja 2019 v Sloveniji število žensk z imenom:
- Gertruda: 57[2]
- Gerta: 19[3]

## Osebni praznik
V koledarju je ime Gertruda zapisano skupaj z imenom Jedrt; god praznuje 17. marca (Jedrt Nivelska, devica in opatinja, † 17. mar. 659) ali pa 16. novembra (Jedrt iz Helfte, redovnica, † 16. nov.  1302).